# ジャック・バウアー
ジャック・バウアー（英語: Jack Bauer）は、
アメリカ合衆国の連続ドラマ『24 -TWENTY FOUR-』(24)の登場人物。キーファー・サザーランドが演じる本作の主人公である。

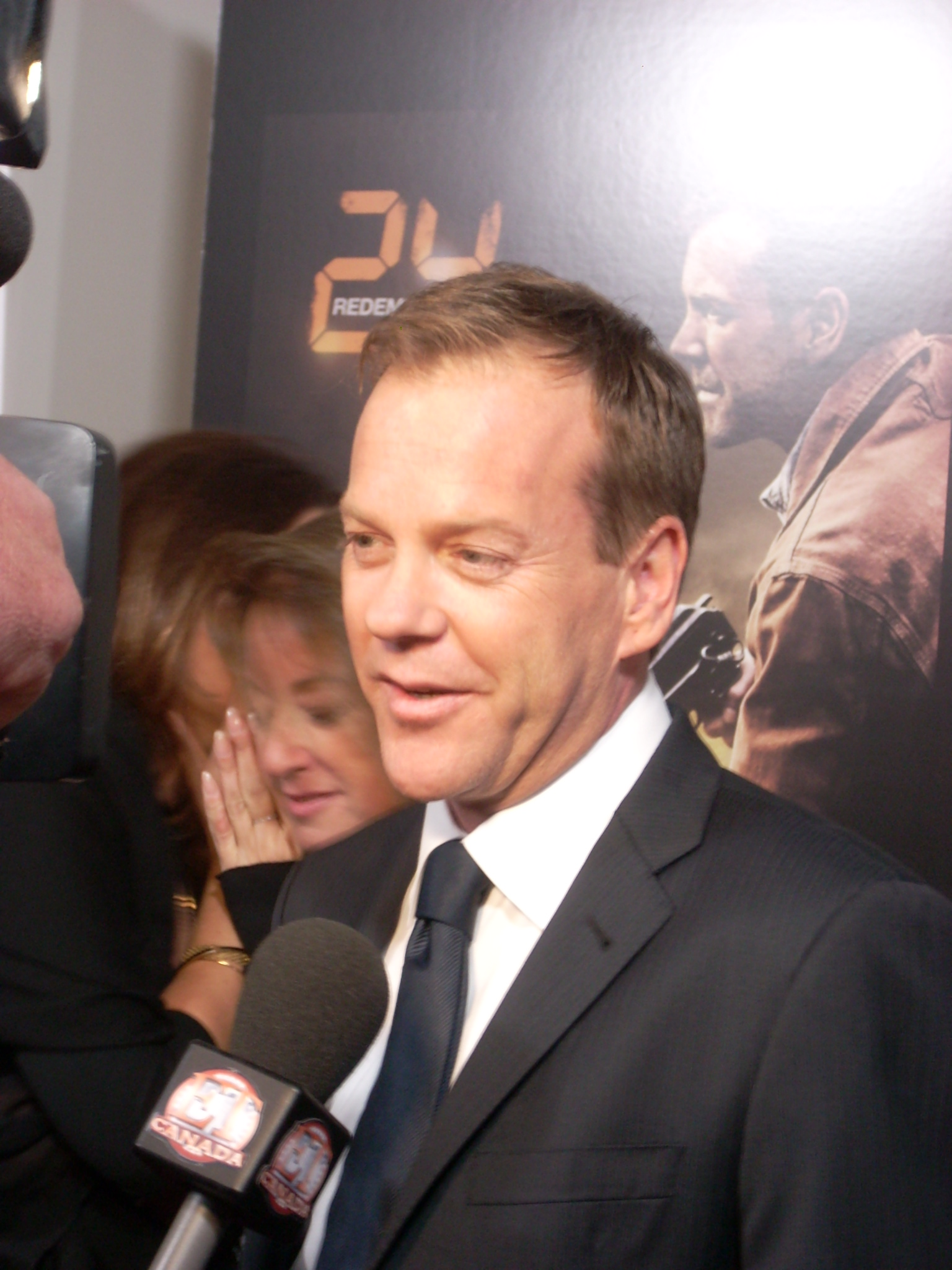
演じたキーファー・サザーランド

全シーズンを通じて、本作の架空の政府機関「テロ対策ユニット」（CTU）に勤務、もしくは協力しており、シーズン7では、連邦捜査局（FBI）ワシントン支部に協力している。日本語吹き替えの声優は小山力也。

## 概略
「24」の話中では、バウアーはCTUにおける有能な人材として、組織の中枢を担っている。仕事は、米国に対するテロ対策が中心で、一市民の命から政府機関まで対象は様々である。多くの場面で自らを危険にさらしており、自身がテロリストに狙われることもあれば、自身の家族や友人が標的になることもある。有能な捜査官と評される一方、バウアーが情報を得るために犯罪者に対しよく行う拷問は、ドラマの視聴者や有識者の間で論議を呼んでいる。
キーファー・サザーランドは、「24」のドラマ本編以外にも、他のテレビ番組やテレビゲームでジャック・バウアーを演じている。ジャック・バウアーは、米国版週刊TVガイドの『テレビに登場するヒーローランキング・ベスト50 (TV's Top 50 Heroes)』では49位、英国テレビ局のSky1の『テレビに登場するタフ男ランキング (TV's toughest men)』では1位を獲得している。
また、米国タイム社が発行する『エンターテインメント・ウィークリー』の『ポップカルチャー界で常にカッコいいヒーロー20人 (The 20 All Time Coolest Heroes in Pop Culture) 』の1人にも選ばれ、2010年6月には同誌の『過去20年間で最も偉大な100人 (100 Greatest Characters of the Last 20 Years) 』にも選ばれた。

## 人物

### 捜査方針・性格
正義感と忠誠心に厚い、アメリカ合衆国の真の愛国者。どのような過酷な任務でも最終的には達成することから、パーマー大統領などからは絶大な信頼を寄せられている。徹底した現場主義であり、任務遂行のためならルールを破ることもいとわないため、たびたびCTUの上級スタッフと問題になることが多い。問題行動が多いものの結果的には、現場において最も的確な判断を下しており事件解決に結びついていると、同僚スタッフからは高く評価されている。
捜査においては、容赦なく敵を射殺したり、証言を得るためなら脅迫や拷問に等しい取調べを行うなど、冷徹な一面も持つ。パーマー殺害犯に対しては、重傷を負った犯人をためらうことなく射殺している。取調べの際には、激昂して怒鳴り散らすため、見た目には冷静さを失っているように見えるが、本人曰く「犯人を追い詰めるために、わざとやっている」とのこと。
ファイナルシーズンでは、警護対象であったハッサン大統領の一件から恋愛関係になったルネの暗殺にロシア政府が関わっていると知り、報復のため政府関係者を殺害。リブ・アナザー・デイではオードリーの殺害を指示したチェンの首を切断するといった残忍な面をみせている。

### 捜査技能
CTUの現場捜査官の中でも、彼のもっている能力は極めて幅広く、高度で応用力があるといえる。
- 射撃センスは非常に高く、敵の攻撃をうけて被弾することもほとんどない。1年以上のブランクがあってもそのセンスが衰えることはない。
- コンピューターについての高度な知識もあり、技術スタッフとのコミュニケーションもこなす。
- 自動車でのカーチェイスはもちろんのこと、飛行機・ヘリの操縦までこなす。
- 爆弾の解体についても、基本的な知識・経験があるようである。
- 軍隊格闘術・体術もマスターしており、1対1あるいは1対多数での敵との格闘にも後れを取ることはない。ただし、CTUの警備スタッフなどに取り押さえられることは少なくない。
- 心臓停止しても蘇生措置により何度も蘇るなど、体力的にも優れている。
- 精神力も桁外れであり、2年にも及んだ中国政府の拷問にも耐え切った。
- 語学にも秀でている。シーズン6でのロシア大使館潜入時での一幕では「ロシア語」、ファイナル・シーズンでのウラジミールとの接触時には「ドイツ語」を話している。
- デルタフォースで鍛えたテロ対策の専門家としての技術は、CTU戦術チームの中でもトップクラス。

### ジャックのバッグ

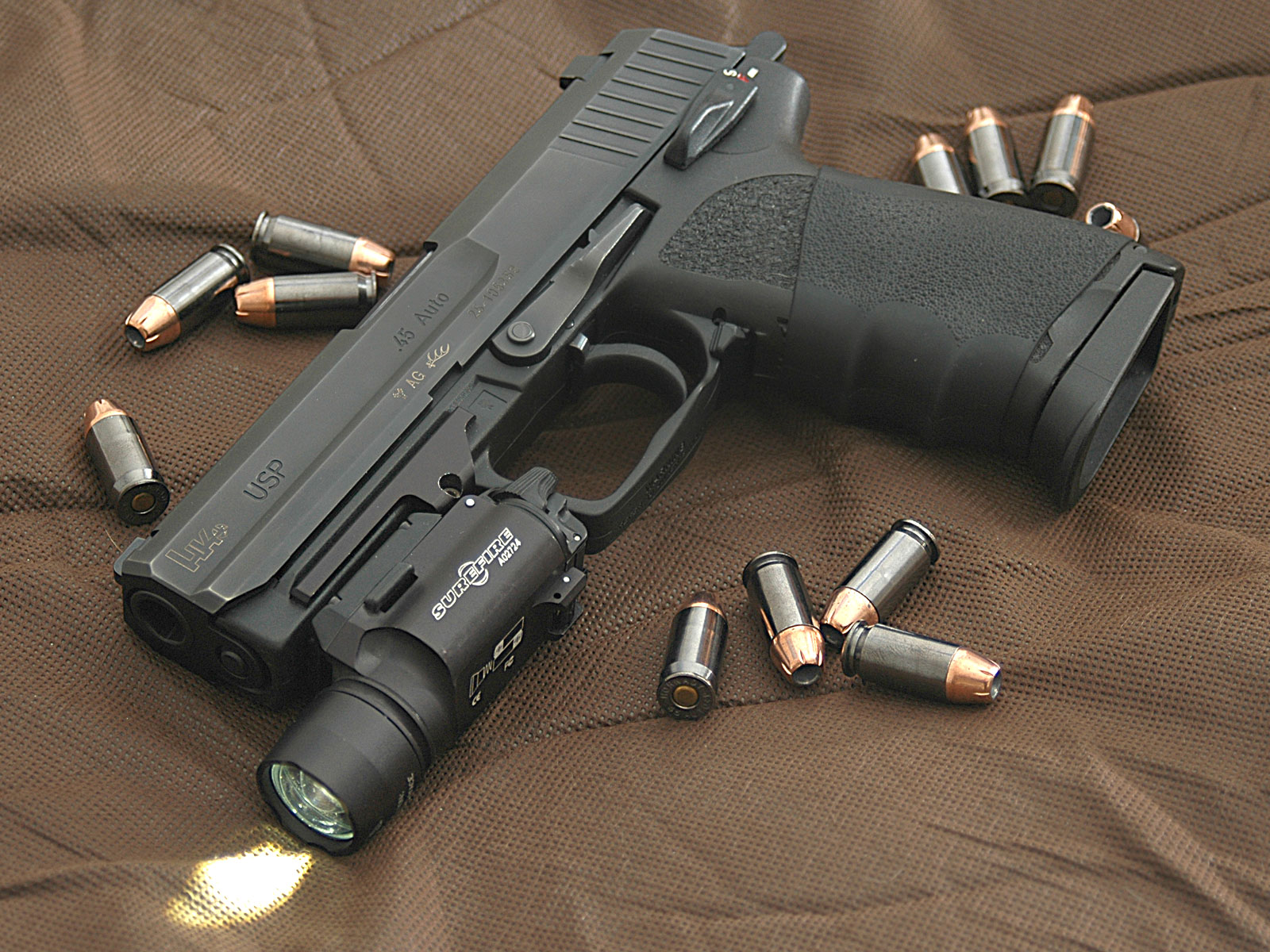
フラッシュライトを取り付けたUSP45

ジャックが愛用するバッグ。シーズン5で登場。ROTHCO製のメッセンジャーバッグ（縛着のためのクロスストラップがないので実は唯のショルダーバッグ。襷掛けにしているだけ）を使用しており、実際に販売されている。
捜査に必要な情報機器や、USPコンパクトなどの拳銃や、ナイフ・スモークグレネードなどの武器・弾薬のほか、防弾チョッキ・応急処置用品・携帯食・小型ライト・覆面などが入れられている。任務によっては、時限式爆薬なども携帯している。

## 周囲との関係

### 家族との関係
愛妻テリーや愛娘キムに対しては、自分の命さえもなげうつほどの愛情を持っており、涙もろい一面も併せ持つ。
テリー・バウアー
シーズン1以前のある時期には妻テリーと別居状態にあり、部下であるニーナと一時的に付き合っていたがすぐ別れた。シーズン1では、妻とよりを戻し妊娠を知るが、直後にテロリストと判明したニーナにより殺害されてしまう。
キンバリー・バウアー
キムとは微妙な親子関係であり、テリーの死など過酷な任務が災いし、近づいたり離れたりを繰り返していた。しかし、シーズン7でウイルス兵器に侵されたジャックをキムが救った事により和解。シーズン8では、キムの夫や娘と暮らす決断をしたものの、その直後にテロ事件に巻き込まれ、事件の責任を取らされる形で国外逃亡することになる。

### 女性との関係
事件を通じて妙齢の美女とめぐり合うことが多いが、多くは不幸な結末を迎えている。
ニーナ・マイヤーズ
テリーとの別居中に一時期男女の関係であったが、すぐに別れた模様。テロリストと判明し投獄されていたが、後に釈放されシーズン3においてジャックの手で射殺される。
ケイト・ワーナー
最愛の妻を亡くし失意の中、シーズン2の事件で出会ったケイト・ワーナーと、事件後に付き合う。しかし、自然消滅に近い形で別れている。
クラウディア
シーズン3以前、サラザール一味に潜入中にクラウディアと親密となる（潜入捜査のため真意は不明）。彼女はシーズン3において死亡している。
オードリー・レインズ
シーズン4以前より、国防総省における同僚のオードリー・レインズと付き合っていた。
その後、中国政府に引き渡されたジャック救出のため中国に向かったオードリーが、逆に中国政府に拉致されその後死亡したとされていた。その後に生存が確認されたが、拷問により廃人同様になっていたため、父親のヘラーCIA長官から断交を申し渡され、関係はそのまま消滅。
シーズン9にあたるリブ・アナザー・デイでは、オードリーが再登場して再会する。彼女は他の男性と結婚していたが、離婚を協議中であった。その後、ジャックのせいで夫が死亡してしまいジャックを激しくなじる。ジャックと復縁しそうな雰囲気があったものの、テロリストによりオードリーは射殺されてしまう。
ダイアナ・ハクスリー
シーズン5以前において、日雇い労働者として生きていたジャックの世話をしていた女性。シーズン5で、ジャックがオードリーのことを愛していることを知り、身を引いている。
マリリン・バウアー
シーズン6では、ジャックの弟グラハムの妻であるマリリン・バウアーとも、過去に関係があった雰囲気も漂わせていた。
ルネ・ウォーカー
シーズン7で行動をともにした元FBI捜査官ルネ・ウォーカーと、エピソード終了後関係を持ったことが匂わされているが、その後別れている。その後ファイナルシーズンでは、再び行動を共にするうちに愛が芽生え、結婚を誓い合うが直後に彼女を殺されてしまう。
クロエ･オブライエン
シーズン3以降、任務面において違法行為も辞さずにジャックを支えるクロエ･オブライエンとは、恋愛関係めいた話は一切ない。シーズン9の最終話においてジャックは彼女を「唯一の友達」と表現している。

### 同僚との関係
あまりにルールを無視した独断捜査のために、上級スタッフからは反発されたり煙たがられることが少なくないが、己を捨てるほどの愛国精神と任務の達成能力から、クロエなどの同僚のスタッフからの信頼は厚い。当初ジャックを煙たがっていた上級スタッフも、彼の実力を知り認めていくことになるが、途中で任務をはずされたり、殺害されたり、死亡するエピソードが多い。シャペルCTUロス地域本部長などは、テロリストの脅迫により、バウアー自身によって射殺された。

## 履歴
1966年2月18日にカリフォルニア州サンタモニカで生まれた。
UCLAより英文学の学士号、またUCバークレー校より犯罪学及び法学の修士号を獲得。
大学卒業後、彼はロサンゼルス市警察やSWATチームの一員、およびアメリカ陸軍の第一特殊作戦部隊デルタ分遣隊、通称デルタフォースに所属し、後述するナイトフォール作戦などの任務を行った。CTUに転属する前には、CIAで現地作業も行っていた。その後、クリストファー・ヘンダーソンによって引き抜かれて、CTUに所属することになる。後に、ジャックはヘンダーソンを、機密情報を防衛関係企業に売った容疑で告発し、CTUから解雇する結果となった(合計3人の同僚の不正を暴き、一部の同僚からは反発されている)。

## 作中での活躍

### シーズン1 (35歳)
アメリカ合衆国大統領候補デイビッド・パーマー上院議員の暗殺未遂事件時の、CTUロサンゼルス支局チーフ。その時、妻のテリー及び娘のキンバリー（キム）が、彼が2年前(当時)のコソボでナイトフォール作戦と呼ばれた極秘任務遂行中に殺害したはずのビクター・ドレーゼンの息子達によって誘拐された。実はアメリカ政府の狂言であり、別動隊によってドレーゼンは捕獲されており、替え玉が自宅に向かわされていた。そこをジャックが爆破したが、偶然からドレーゼンの自宅には関係のない妻と娘がおり、知らないとはいえジャックが殺してしまっていた。このことによりジャックと作戦を許可したパーマー議員は恨まれる。激しい攻防の末に妻子を救出する。
しかし最終話で協力者だと思っていたニーナの裏切りを知り、さらにはニーナにテリーを殺されてしまう。
シーズン後、テリーを失った悲しみから立ち直る事が出来ず、CTUの厳しい職務の遂行に限界を感じて、事件から半年後休職する事となる。

### シーズン2 (37歳)
1年半後、妻が殺害されたショックから未だ立ち直れずにおり、ベビーシッターをしているキムを見守っている。
ロサンゼルスで核爆弾を爆発させようと目論むセカンド・ウェーブ（第二の波）と呼ばれるテロリストグループを阻止するため、新たに大統領となったデイビッド・パーマーに懇願されてCTUに復帰。終盤に拷問され、心臓に深いダメージを受けるも無事事態を収拾する。

### シーズン3 (40歳)
心臓の治療後、CTUに正式に復職し、工作部門のチーフとなる。シーズン3の数ヶ月前、長期の潜入捜査で麻薬カルテルへ潜り込んだ際、メキシコの麻薬王ラモン・サラザールを逮捕するもその代償にヘロイン中毒となる。その為、かなり情緒不安定気味でパソコン操作にもたついたり周囲にイラついている。
ウクライナの科学者が売りに出したウィルスを押収するため、逮捕したサラザールを脱獄させウィルスを買わせようとするも、売り手の裏切りで失敗。その直後に起きたウィルス散布で、コソボでヴィクター・ドレーゼン暗殺作戦で一緒だったスティーブン・サンダースが首謀者であることを知り衝撃を受ける。仲間であるガエルをはじめとした捜査官、700人を超える一般市民の犠牲を被りながらもサンダースを拘束し、ようやくウィルスをすべて確保する。
全てが終わった後、ウイルス確保の為とはいえ、仲間であるシャペルを殺し、サンダースの娘ジェーンを脅迫の材料に使い、仕方なかったとはいえチェイスの手首を切断してしまった事や、今までに様々な犠牲を出した事を振り返り、ひとり車の中で涙した。
それから3ヵ月後、新支局長のエリン・ドリスコルによってヘロイン中毒となっていることを咎められ、一方的にCTUを解雇されてしまう。

### シーズン4 (41歳)
国防長官ジェームズ・ヘラーの特別補佐官として雇用され、国防総省に勤務。同時期、長官の娘であり、長官の秘書を務めるオードリー・レインズと深い関係を持つ事となるが、長官親子の誘拐事件に端を発した複合テロによりオードリーとの間に溝ができ、また当時別居していた彼女の夫ポールを死なせることになり関係は破綻した。
また、テロ容疑者確保のため中国の駐ロサンゼルス総領事館を襲撃した際、相手の誤射ではあるが総領事を巻き添え死させてしまった事により、中国政府に身柄の引渡しを求められ、また中国への情報流出を恐れたローガン政権に命を狙われる事になり、その事を知りジャックの身を案じたパーマー元大統領からの警告を受け、死を偽装して姿を消す。

### シーズン5 (43歳)
モハーヴェ砂漠の原油採掘場で「フランク・フリン」と名乗り、日雇い労働者としてダイアナ、デレク・ハクスリー親子と生活をしていた。ある日、クロエからのSOS電話を受けてロスへ向かうが、フランクを母から遠ざけたかったデレクにつけられてしまい仕方なく連れて行く。クロエと合流し、現れた暗殺者をあっという間に返り討ちにして自分がパーマー暗殺犯に仕立てあげられた事を知り、「フランク・フリン」の名を棄て、再び「ジャック・バウアー」へと戻る。
パーマー暗殺現場のウェイン邸に向かい、ウェインと遭遇。1度は彼に疑われて罵倒されるが、ジャックの説得により誤解は解け、彼と別れてウェインは独自に調査を進める。その後、手がかりを追って空港にたどり着き、デレクをダイアナに渡して解放。自身は空港に潜入するが、デレクが異変に気付き、ジャックに知らせに入った直後に空港占拠事件が発生。デレクを人質にとられながらもCTUと連携してテロリストを全員撃破するが、テロリストは空港占拠を隠れ蓑にして神経ガスの強奪を図っていた。この時に、1度CTUに連行される。
到着すると、偶然CTUを訪れていたオードリーとようやく再会を果たす。再会もつかの間、CTUの内通者からローガン政権のカミングスがテロに関与していることを知り、単独でマイク・ノヴィックを頼って訊問に向かう。
マイクが監視されていたこともあり逮捕されてしまうが、旧知の仲であるピアース護衛官の協力によりカミングスを拷問することに成功。これにより彼が自白した。そしてこの件によりローガンに認められてジャックは暫定的に復職。
CTUに帰還すると、偽装死を伝えずに生き別れてしまったキムとも再会。喜ぶジャックだったが、キムはジャックの死後、チェイスにも棄てられたことで打ちのめされてしまっており、通っていたカウンセラーのバリー・ランデスのおかげでようやく回復したと知る。時間を取り戻せるかと思ったジャックだが、ようやく気持ちの整理をして立ち直ったところに、突然生きていたことを知らされた為に受け入れきれずにキムから別れを告げられてしまった。
しかし、ジャックには悲しみにくれる事すら許されず、今度は神経ガスによる大規模テロ計画が発覚。さらにはかつての上司、クリストファー・ヘンダーソンの関与を突き止める。1度は逃げられて殺されかけるが、逃げる為に自宅に帰ってきたヘンダーソンを確保する。ヘンダーソンの妻を銃で傷つけて黒幕を吐かせようとするが、妻を傷つけられても彼は吐かない為にCTUに連れ帰る。すると今度は捜査妨害の為にCTUに神経ガスを散布される事件が発生。密閉可能な部屋に逃げ込み難を逃れるが、ガスによる攻撃でエドガーをはじめ多数の仲間を、更にはミッシェルを殺されヘンダーソンに復讐しようとしたトニーまで失ってしまった。
仲間の死を悲しむ事も許されないまま捜査を再開し、ついに神経ガスのありかを発見。無事にガスの焼却に成功した。
ヘンダーソンを捜索中に、ウェインから黒幕の関与を示す証拠があると連絡を受ける。なんと、全ての黒幕はローガン大統領であった。証拠であるヘンダーソンとの会話を録音したデータを激しい攻防の末にようやく回収。ヘラー長官に渡すものの、国益を考えた長官により握りつぶされそうになる。
ヘラー長官はジャック達を監禁し、録音データを元に逮捕ではなくローガンに辞職を迫ったが、録音データをヘンダーソンに奪われてしまい、形勢は逆転。更にはヘンダーソンの策略により長官を人質に取られてしまう。責任を感じた長官が自らを犠牲にし(後に救出)、ヘンダーソンが録音データを預けた人物を特定したジャックはハイジャックを敢行して奪還。ようやくCTUに届けたが、今度はマイルズの裏切りに合いデータを失ってしまう。更には捕らえたウラジミール・ビエルコが逃亡し、再度攻撃を仕掛けてきた。ヘンダーソンとの取引で協力を取り付け、出てきた情報からロシア潜水艦が奪取されようとしていることを突き止めたジャックは現場に急行。内部協力者のおかげもあり、無事に一味を全滅。更には裏切ってジャックを殺そうとしたヘンダーソンを返り討ちにした。全てのテロを食い止めたものの、録音データがなくなった事でローガン打倒が万事休すとなり万策尽きたジャックだったが、マイク、マーサ、アーロンの協力で一計を案じる。
ローガンを確保して訊問するふりをして盗聴マイクを仕掛け、マーサの挑発で激昂したローガンから見事に自白をさせた。全てが終わり、オードリーともようやくよりを戻せるかと思った矢先、中国のチェン・ズィーに生存を嗅ぎ付けられてしまい、拉致されて暴行を受け、中国へ連れ去られてしまう。

### シーズン6 (45歳)
アメリカ国内で自爆テロが頻発。テロを止める為の要求としてジャックとテロ首謀者との交換であった。新大統領ウェイン・パーマー（元大統領デイビッド・パーマーの弟）は中国政府との交渉によりジャックをアメリカへ帰国させた。しかし、20ヶ月も拷問を受け続けた事で心身を喪失した状態でかなり弱っていた。だが、それでも無駄に死ぬ事を嫌い、彼は今まで生きていた。
ビルとカーティスから説明を受けて取引に向かったが、交換に応じたテロの首謀者は偽者と知ったジャックは脱出。アサドを逃がしてウェインからの懇願で不本意ながら現場復帰したが、長年の拷問により集中力や判断力が鈍っている事を感じていた。
当初は首謀者と思われたハムリ・アル=アサドに恩赦を与え協力関係を結ぶ。しかし、湾岸戦争でアサドに部下を殺されたカーティスが彼を許すことが出来ずにアサドを殺そうとした為に仕方なくカーティスを射殺。やむを得ずとはいえ仲間を殺してしまった事でショックを受けてCTUを抜けることを決意。ところが直後に核爆弾が爆発。これを見て翻意しやり抜く決意を固める。
更に入った情報で弟グラハム・バウアーが関わっていたことを知る。訊問からダレン・マッカーシーの情報を聞き出し、彼のオフィスに向かうと同じく彼を探していた父フィリップ・バウアーが現れる。協力を申し出るフィリップだが、その時、グラハムが本性を現して二人を殺そうとする。ジャックは反撃に出て阻止し、逆にグラハムを確保。再度訊問にかけたところデイビッド暗殺をはじめ、シーズン5での一連の事件に関与したという驚くべき事実が発覚。まさかの事実に怒りでグラハムを殺そうとしたが思いとどまり、グラハムの妻で元恋人のマリリン・バウアーからの情報でグレデンコを追おうとした矢先、ジャックの甥で彼女の息子ジョシュがフィリップに誘拐されてしまい、彼女が捜査を妨害した。問いただすジャックに話したことで真の黒幕が父フィリップだった事にショックを受ける。
家族の裏切りに合い、ショックをうけながらもジョシュを奪還に向かったジャックだったが、フィリップには逃走され八方塞がりになる。途方にくれたところにひとつの携帯電話を発見。表示されている番号にかけると、かつての宿敵チャールズ・ローガン前大統領につながった。グレデンコと関わりを持つロシア総領事マルコフの存在を知り、マルコフから情報を聞き出しに向かったローガンに同行。説得と脅迫を突っぱねた為に、ジャックは単独でロシア総領事館を襲撃。マルコフを捉え訊問によりグレデンコの居場所を聞き出すが、直後に突入されてしまう。ロシア大統領スワロフにも知れわたり、戦争行為とまで見なされてしまう。しかし、ローガンの元妻マーサの協力により、スワロフ夫人であるアーニャに説得を依頼。無事に説得は成功し、救出の為の総領事館襲撃の許可を取り付けマルコフを確保。グレデンコにより飛ばされた無人機を無効化することに成功した。
その後、グレデンコとファイエドを発見しグレデンコは死亡。ファイエドも確保するが、何も喋らない為に一計を案じたジャックは彼を泳がせて無事に核爆弾を発見し、ファイエドも倒して核爆弾を確保に成功した。
ところが直後に驚くべき人から電話を受け衝撃を受ける。死んだはずのオードリーから電話だった。中国で自分を拷問にかけていたチェンが事故死と見せかけオードリーを拘束していたのだ。しかもチェンはジャックに核爆弾の回路基板(FB回路基盤)との引き換えを要求。命令違反を犯し、ロシアの国防に関する最高機密であるFB回路基盤を渡さない為にもC4爆弾を仕込み、自爆を覚悟で単身オードリーを救出に向かった。ところが基盤を渡すまいとCTUが介入。ジャックは生き延びたものの混乱に乗じてチェンは逃走する。更には、救出したオードリーは中国での薬物による拷問を受けたため精神に異常をきたし、ジャックを目の前にしても彼とわからず、マイクをジャックと呼んだりと、とてもまともに話が出来ない程だった。
CTUに帰還すると今度は中国人による襲撃事件が発生。またしてもジョシュが拐われる。再び取り返したジャックだったが、ジョシュからフィリップの存在を知らされる。更には政府がフィリップとの取引でジョシュと回路基盤との交換材料にされてしまう。だが、やはりフィリップは裏切り、マイクは爆弾により重傷を追う。ジャックもそれを見越して近くにある油田採掘基地を突き止める。そしてようやくチェンとフィリップを確保。F16の爆撃により基地もろとも回路基盤は消え去り事件はようやく終息した。
全てを終わらせた後、オードリーに会いにヘラー宅に密かに入り込んだジャックはジェームズにオードリーに会わせてもらうよう願うが、娘をぼろぼろにしたとジャックを憎み更にはジャックの存在が不幸を招くとばかりに罵られ拒否された。だがジャックはヘラーの嘘を見抜いた。娘をぼろぼろにした事が許せないのではなく、自分の言いつけを守らずに中国に行ったオードリーが許せなかったのだ。ヘラーはそれを認め、ようやくオードリーに会わせてもらう。一緒に添い遂げたいと心から願っていたジャックだったが、彼女から離れてそっとしておく事が一番だと知り、眠るオードリーに別れをつげてヘラー宅を去り姿を消した。
いくつものテロから国を守り、テリーやキムを失ってまで人々を守ってきたにもかかわらず、呪われているとまで罵倒されたジャックはアメリカにいる意味を失い、居場所を求めて世界を旅することになった。

### リデンプション(47歳)
数々のテロからアメリカを救ってきたにもかかわらず、自分の居場所がないと悟ったジャックは、世界中を放浪。昔の特殊部隊時代の親友：カール・ベントンがいるアフリカの一国、サンガラ（架空の国）で彼の所に身を寄せていた。カールは孤児のためのオカバンゴ児童保護施設の運営を行っており、ジャックもその運営の手伝いをしていた。しかし、過去の違法な拷問への責任追及のためアメリカ司法省から身柄を要求されていた彼は密かにここを去る決意をしていた。
ちょうどそのころ軍事クーデターの発生の危機により子供たちは国外脱出を余儀なくされる。更には少年兵育成の為に子供を拐いにクーデターのグループが施設を襲いに来た。一味に狙われながらも孤児の子供たちとアメリカ大使館に着いたジャックは、大使館職員に、子供たちと国外へ避難するなら身柄拘束に応じるよう迫られる。子供たちのために背に腹は代えられなかったジャックは交渉に応じ、二度と帰るまいと思っていたアメリカに戻ることになる。

### シーズン7 (47歳)
CTU時代の拷問により、公聴会で責任追及を受けていたジャックの元に、FBIのルネ・ウォーカーから緊急の捜査協力依頼をされる。拘束の身である自分がなぜ捜査に協力しなければならないのか疑問だったジャックはある監視カメラ画像の写真を見て全てを悟った。監視カメラに映っていたテロリストの顔は過去に死んだはずのCTUの元同僚、トニー・アルメイダだった。
捜査に協力することにしたジャックは捜査を開始。トニーを確保したところ、トニーが喋ったCTUの秘密コードに連絡。ビル達の単独捜査を知り、ビルとクロエと再会。捜査に協力する。デュバクの居どころを突き止め突入し、CIPモジュールを破壊するが逃げられる。直後に判明した恋人のマリカにたどり着き協力してもらいデュバクを確保する。
だが、ジュマがアメリカにいる事を知り、バーネットを拷問にかけて聞き出すが失敗。訊問場所がホワイトハウスだった為に大統領の突入命令で捕まる。直後にホワイトハウスが襲撃により占拠され人質となる。ジャックがガスを充満させてテロリストを一網打尽にしようとするが、まだ隠れているジュマの協力者を見つける為にブキャナンが身代わりに特攻をかけてガス爆発を起こしてテロリストを全滅させた。
ブキャナンの死を前にし、悲しみにくれるジャックだったが、情報を手に入れるために再びバーネットを訊問しようと病院に向かう。ところが敵に先回りされてしまいバーネット殺害犯に仕立てあげられてしまう。ルネの協力で逃げながらも犯人と生物兵器の場所を特定。トニーと協力して兵器を奪い去ったが、逃走の際にコンテナが破壊され、兵器の容器が破損。ジャックは生物兵器を浴びてしまい、更にはヘリと物量による攻撃に対抗出来ず奪われてしまった。
ジャックは生物兵器に感染。時間の経過とともに病状が悪化。手足の痙攣や健忘症に苦しめられる。痙攣をごまかす注射はあるものの、根本的な治療法はなかった。唯一助かる方法は親族の幹細胞を使った治療、つまりキムだけが頼みの綱だった。だが、キムに自分が死ぬ姿、そして死を見せるというジャック自身の苦痛を味わいたくない為に拒否をしていた。その後キムが探していた事もありついに再会。キムが治療の協力を申し出るがキム自身にもリスクがあるためにジャックは断った。
生物兵器の症状が早速現れた為にラリーの配慮により現場を外れ、現場はトニーとラリーに任せて兵器の容器を確認する為にFBIで指揮を取ることに。しかし、敵の策略にかかり失敗。内通者の協力によりトニーを潜入させて一旦下がり、トニーが兵器とスタークウッドの切り札である地対地ミサイルを発見。トニーの活躍によりミサイルと兵器は消滅させたかに見えたが、スタークウッドの傭兵が一本の容器を奪い去り、ラリーが死んだと聞いたジャックはルネと共に現場に急行。
ジャックは捜査の過程で衝撃の真実を知る。トニーは裏切り者だったのだ。どう考えてもあのトニーが裏切った事が信じられない。彼を問いただそうとしたところ、発作を起こしてしまい、注射を射とうとしたがトニーが足止めに奪い彼は逃走。ルネに説明し、大統領にもトニーが裏切り者だった事を話したジャック。
まだ信じたくない現実を受け止め、病気の体を押してジャックは再び捜査に乗り出した。するとアルザリアンという男が浮上した。彼を知るモスクの導師ゴハールに話を聞きに行くが、クロエが証拠捏造の後を発見し、テロリストに仕立てあげられてた事に気付き現場に急行。アルザリアンを発見して容器を無事に確保し、トニーも逮捕した。
トニーを問いただし、これでもかと殴り付けるジャックだったが、何も話さないトニーはただジャックを睨み付けるだけ。その姿を見たジャックは更にショックを受ける・・・。
しかも今度はカーラがキムを人質に取り、トニーを逃がすよう脅迫してきた。ルネのおかげでキムは何とか助かったが、ジャックは拉致され、彼の体内にいる病原体を取り出して再び生物兵器を作り出そうとする。隙を見て逃げ出したがトニーに捕まり、必死で説得を試みるがまったく耳を貸さないトニー。すると、ようやく本当の目的を話はじめる。
ミッシェルを殺した真犯人、そして今回のテロの黒幕であるアラン・ウィルソンを誘い出し殺す事こそがトニーの真の目的だったのだ。しかし、その為にテロを起こして人を殺したにもかかわらず、仕方がないとトニーは言い放った。こんな事をしてもミッシェルは喜ばないと必死で説得するが、話を聞くどころか今日のテロを全て正当化する彼にはもはや誰の言葉も届かなかった・・・。
そしてついにアランがトニーの前に現れた。するとそこにFBIが現れ撃ち合いになる。逃げるアランとトニーを追いかけたジャックとルネはトニーに発砲。寸でのところでトニーを止めた。連行されていくトニーはジャックに罵声を浴びせる。何も言い返す事が出来ず、そのまま倒れたジャックは病院へ送られた。
病院で最期の時を迎えようとしていたジャックは導師ゴハールを呼んだ。今までの出来事を懺悔するかの如くゴハールに話すジャック。話も終わり、「死」を受け入れた彼は眠りに着くように薬で昏睡状態に。その時、キムが現れた。やっとジャックと気持ちを通わせたのに離れたくなかった彼女が幹細胞治療のドナーになると申し出に来たのだ。ドクターメイサーは了解し、ジャックは治療を受ける事になったところでシーズンは終了する。

### ファイナルシーズン (49歳)
前回の事件後、キムの協力により無事に生還。2週間前に2年近い治療期間をようやく終了している。
現在は引退し、以前からは考えられないほど穏やかな顔つきになり、孫娘テリーと遊びながら、ようやく彼は普通の暮らしを手にした。さらに、キムからの誘いでロスに戻る事も決意。ようやく待ちわびたキムや孫娘との幸せな生活が待っているはずだった。
ところが、かつて使っていた情報屋が血を流しながら転がり込んできた。現在、和平交渉で訪米中のカミスタン(架空の国)大統領ハッサンの暗殺計画があるというのだ。再建されたCTUに在籍するクロエを通じてヘイスティングスに連絡を取り情報屋を移送するが、殺害されてしまう。その後ジャックは新CTUに一時協力する形で復帰。またしてもジャックはテロリストとの戦いに身を投じる事になる。
暗殺計画と同時に発生した核燃料棒の密売の影に、カミスタンのテロ組織とロシアンマフィアの存在を知ったCTUは、ロシアンマフィアに潜入捜査したことのある元FBIのルネ･ウォーカーの召還を要請する。前シーズンで重要参考人を強引な手段で尋問しようとした彼女は、すでにFBIを解雇されていた。再会したルネは変わり果ててしまい、精神不安定な事態になり、この2年でジャックが連絡しても取ることすらなかった。不安定な彼女に再度密売組織に潜入させる事を反対するジャックだが、適任者が他にいない為に自分も捜査に参加する。
ライタナンの元に潜入したルネと情報を聞き出したが、ルネが襲われた為にライタナンを刺殺。止めに入ったが我を忘れたルネに刺されてしまう。何とかなだめたがショックで打ちのめされそうな彼女を必死に支えた事で彼女に対する愛情を伝える。
核燃料棒を売り込んだ人物がバザエフと知り突入するが息子ジョセフが奪い去り、更にはファラドに盗まれて失敗。そのファラドも仲間に裏切られて死亡と立て続けに作戦が失敗。核燃料棒は盗まれてしまった。
核燃料棒を放射能爆弾に改造したテログループがハッサンの身柄を要求。大統領からハッサンの警護を頼まれて任に着き、偽装したアメリカ兵を撃退するも、被害に遭う何万人と引き換えには出来ないと自らを差し出して犠牲となり、爆弾による被害は食い止められた。
ハッサン大統領が亡くなったことで役目は終わり、ルネと共にアパートに帰宅。ようやくルネとも心を通わせ愛し合うようになる。新しい生活を始めることを約束する2人だったが、その矢先、トカレフに狙撃され必死に病院に運んだもののルネは命を落とす。
またしても愛する人を失ったジャックは復讐に駆られ襲撃に関わった者を殺害する事に走り、捜査中止の説得に応じるよう直接現場に訪れた大統領にも背く。事件を暴く過程でロシア工作員デイナ、狙撃犯トカレフを殺害。元大統領ローガンを拉致、その秘書ピラーを脅迫する。ロシア外相ノヴァコヴィッチを殺害した後同国スワロフ大統領も殺害しようとするも、クロエからの説得に応じ断念。証拠となる音声データを消すように大統領命令を受けたローガンの手により、抹殺工作を仕掛けられる。
最終的に、ジャックがスワロフ暗殺直前に残していた遺言を聞いたことでテイラー大統領が改心。欺瞞の和平交渉を思いとどまり、ジャック殺害の必要性が無くなった大統領自身の命令により、間一髪命を取り留めた。だが、アメリカ政府・ロシア政府両方から追手がくるのは明白だった。せめてもの償いにと逃げる時間をテイラーが作り、ジャックは姿を消すことに。
逃げる直前、無人機による通信で長年共に戦ってきたクロエに礼を告げ、キム達の安全の保障を頼み、ジャック・バウアーは姿を消していった。

### リブ・アナザーデイ (53歳)
4年もの間逃亡を続けていた。ロンドンで隠れていたところをCIAに発見されてヘラー大統領暗殺容疑で確保される。
実はCIAに先に捕まっていたクロエを奪還する為にわざと足が付く証拠を残していた。計画通り逮捕されてクロエを救出。真の目的であるヘラー大統領暗殺を阻止する為にCIAに追われながらも奔走する。
クロエを救出して逃がした後、オープンセルの拠点を襲撃。半ば無理矢理に協力を迫りイエィツを探し出す。クロエと共に追い詰めたものの、逃げられただけでなくシモーヌにイエィツを殺されてしまう。

## CTU でのミッション
- ロサンゼルス・ホテル襲撃事件リーダー（1998年）
- プロテウス作戦チームリーダー（2000年）
- ナイトフォール作戦（2002年）
- 東京でのミッション（カロリーメイトとのコラボレーションCM）

## 個人情報
- 父：フィリップ・バウアー(シーズン6で死亡）
- 母: 本名不明
  - 妹：キャロル・バウアー
  - 弟：グラハム・バウアー(シーズン6で死亡)
  - 義妹：マリリン・バウアー
    - 甥：ジョシュ・バウアー

  - 妻：テリー･バウアー(シーズン1で死亡）
    - 娘：キンバリー（キム）・バウアー
    - 娘婿：スティーブ
      - 孫娘：テリー

## ジャック・バウアーが生まれるまで
「24」の共同制作者であるジョエル・サーノウは「元々どんな人物かなんてわからなかった。何人もの役者をキャスティングしていった中で、キーファー・サザーランドの名を聞いたとき、まさにジャック・バウアーだと思ったんだ。」と語っており、制作当初は具体的な人物像が浮かんでいなかったことを言及している。
2000年、当時「劇中の出来事がリアルタイムで進行する」という手法をドラマのパイロット版制作で試していた、ディレクターのスティーヴン・ホプキンスは、友人であったキーファー・サザーランドに連絡を取り、協力を依頼した。これがきっかけで、キーファー・サザーランドはバウアー役を得ることになるのだが、サザーランドは「都合の良すぎる話だから、上手く行く訳ないと思ってたんだ。むしろ金を積んで、自分がダメだったら非公開にさせるぐらいの気負いだったしね。」と後のインタビューで語っている。
「24」では毎シーズン約24時間分の映像を製作しなければならない。それについてキーファー・サザーランドは、「12本の映画を制作しているようなものだから、当然その過程でNGも出るだろう。だがそれ以上にこのペースで制作することによる利点の大きさにとても驚いたよ。」と語っている。
2006年、キーファー・サザーランドは「24：シーズン5」以降3シーズンにバウアーとして出演する契約を交わした。この契約は報道によると、4千万ドル（約40億円）にも相当するとされる。キーファー・サザーランドはバウアーとして「24」に出演すると同時に、「24」シリーズのエグゼクティブ・プロデューサーも務めるようになった。